# Vision d'après 757
La vision d'après 757 est une vision de l’au-delà qu’aurait eu un moine inconnu, rapportée dans la correspondance (lettre 115) du missionnaire anglo-saxon Boniface de Mayence. Elle est relatée par un de ses confrères, lui aussi inconnu, et n’est adressée à personne spécifiquement. La vision d'après 757 est plutôt obscure et peu étudiée par les médiévistes. Dans son voyage dans l'au-delà, le visionnaire se retrouve dans une forme de purgatoire et rencontre aussi des personnages royaux. La vision comporte comporte aussi des éléments similaires aux futures visions carolingiennes ainsi qu’à la notion du purgatoire qui s’établira vers 1150-1250. 

## La vision

### Les lettres de Saint-Boniface

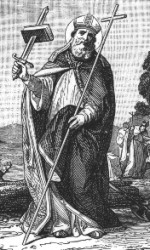
Représentation de Boniface.

La description de la vision est tirée est tirée de la lettre 115 retrouvée dans les lettres de Boniface. D’abord appelé Winfred, Boniface est un archevêque et un patron de l’Église catholique. Sa correspondance a été collectée peu après sa mort en 754 ou 755. Il existe six manuscrits des lettres de Boniface et trois sont considérés comme étant les originaux. Cependant, le début de la lettre 115 est toujours manquant ce qui rend difficile la compréhension du commencement de cette dernière. De plus, le moine qui a écrit la vision explique parfois qu’il n’a pas retranscrit la totalité des nombreux détails que le visionnaire lui a mentionnés. Ce dernier considère même sage d’omettre certaines punitions que le visionnaire lui avait mentionnées.

### Description de la vision
La vision débute alors que le visionnaire semble marcher en enfer et voit de nombreux abbés, abbesses ainsi que des comtes soumis à différentes sortes de punitions. Il y a des endroits déjà prêts à accueillir les âmes des vivants à leur mort selon les péchés que ces derniers ont commis. Le visionnaire mentionne aussi la présence de puits dans lesquels les esprits reposent avant d’être éventuellement tous libérés lors du Jugement dernier. Certains sont même délivrés avant : il explique avoir vu une femme être libérée d’un puits grâce à la célébration de messes.
Il a aussi vu un endroit où il est joyeux de vivre, parfumé par l’odeur de fleurs. Dans ce lieu, il a vu l’esprit de nombreux hommes, parfois connus et parfois de simples inconnus. De ce lieu, un chemin sous l’apparence d’un arc-en-ciel mène à un autre endroit paradisiaque, et de ce deuxième étage, un autre chemin mène vers un autre étage encore plus paradisiaque que les précédents. Il voit sur ces chemins des hommes vêtus en blanc, mais aussi trois hordes de démons qui préparent les pénitences pour les pécheurs. Une horde est dans les airs, la seconde sur la terre et la troisième dans la mer. Il voit une des troupes de démons attraper les âmes quittant les corps et les amener pour les tourmenter. 
Dans les puits pénitenciers, le visionnaire aperçoit deux anciennes reines : Cuthburga et Wiala. La première reine est ensevelie jusqu’aux épaules, le reste de son corps couvert par des points noirs. Wiala quant à elle, voit son âme être brûlée par une flamme située au-dessus de sa tête. Le visionnaire décrit aussi les actions des geôliers des femmes. Ces derniers leur lancent leurs propres péchés au visage comme une sorte de boue bouillante. Il est écrit que le visionnaire entend leurs hurlements à travers toute la terre. Ce dernier voit aussi un comte dans les puits infernaux. Ce dernier est plié par en arrière alors que sa tête et ses pieds sont attachés par des crochets. Il y voit aussi le roi Æthelbald. Ce dernier est qualifié de tyran soit par le moine ou le visionnaire. La punition de ce dernier n’est cependant pas précisée dans la vision. Le visionnaire mentionne aussi la présence de nombreux enfants décédés sans baptêmes. Ce dernier explique quelque chose de bien particulier à propos de ces derniers. Tous ces enfants ont le même corps, mais leurs visages brillent tous de façon différente (à la manière du soleil, de la lune ou des étoiles). 
La vision se termine lorsqu’il entend un son indescriptible. À la suite de ce son, il revient à son corps alors que les anges le guidant lui rappellent de se souvenir de l’amour de son créateur. De retour dans son corps il voit pour quelque temps de nombreux esprits impurs gémissants étant donné qu’ils savent que leurs péchés sont découverts par les hommes. À la suite de sa vision, l’homme fait de nombreuses prédictions et actes pieux. Notamment, il prédit sa guérison d’une maladie l’affligeant depuis deux années. Il prédit que la vengeance s’affligera sur les hommes étant donné leur négligence des demandes de Dieu. Il fait aussi un jeûne de quarante jours afin de remédier aux offenses qu’il a commises. 

## Les personnages de la vision

### La royauté anglo-saxonne

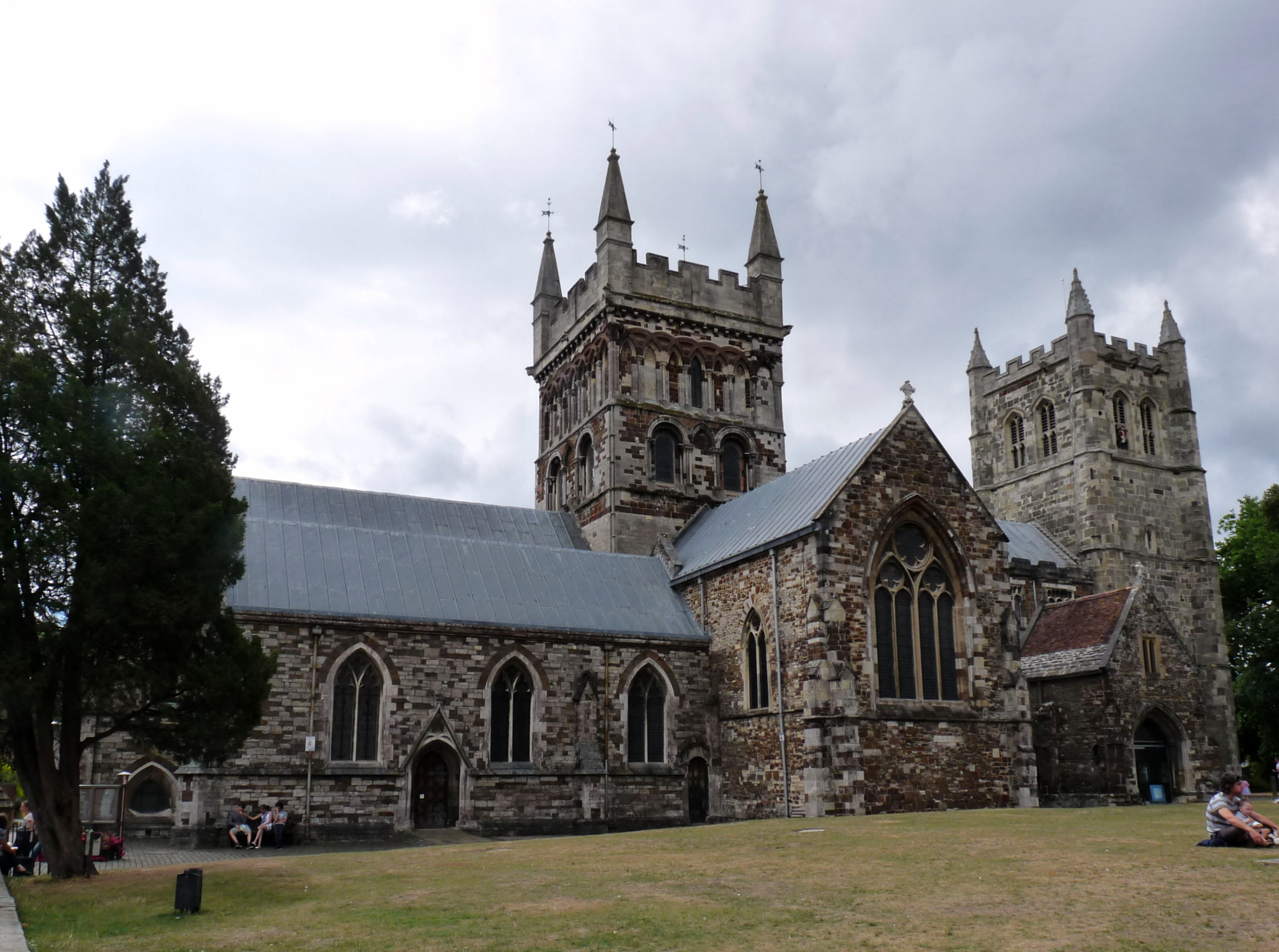
L'abbé de Wimborn où Cuthburga œuvra.

Peu d’informations existent quant aux personnages royaux rencontrés par le visionnaire lors de son voyage dans l’au-delà. La reine Cuthburga a été mariée au roi Aldfrith avant que les deux ne se séparent. Elle devient ensuite l’abbesse du monastère de Wimborne qui a été construit par son frère le roi Ine. Pratiquement rien n’est connu sur Wiala la deuxième reine rencontrée. Quant au roi Æthelbald, en 716 il devient le souverain du royaume de Mercie situé en Bretagne. Outre quelques exploits par ce dernier, très peu est connu sur son règne. Il a cependant réussi à soumettre tous les royaumes du sud sous son pouvoir. Æthelbald a été tué par ses propres troupes, probablement à la suite d'une conspiration, en 757. En effet, c’est sa mort qui permet de dater la vision retrouvée dans la lettre 115 de Boniface .

### Lettre à Æthelbald

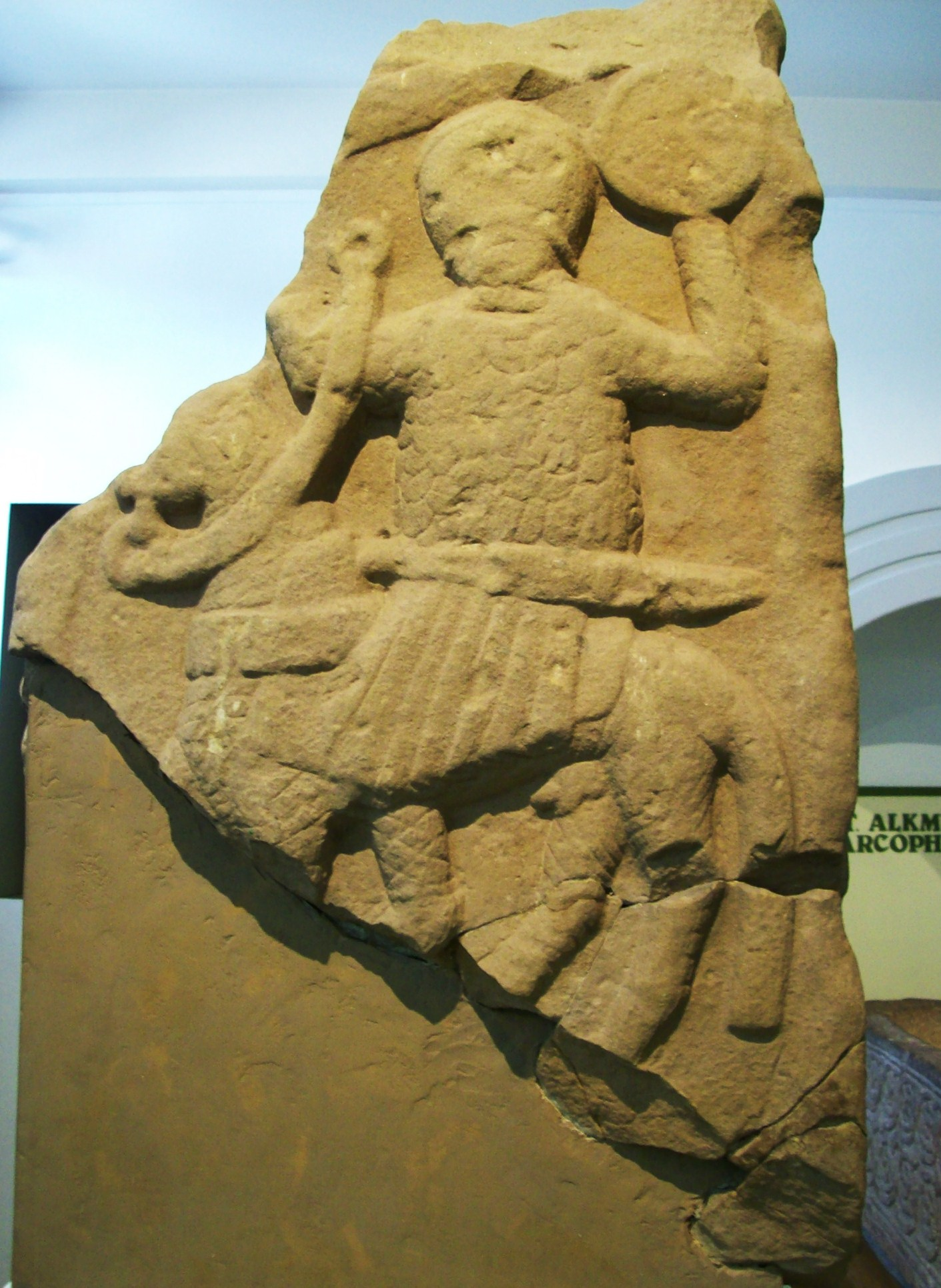
Figure identifié comme étant Æthelbald retrouvé sur la Repton Stone.

La présence d’Æthelbald dans la vision peut être expliqué par une lettre lui étant destinée. En 746-747, Boniface ainsi que cinq autres évêques rédigent une longue lettre d’admonition à l’intention d’Æthelbald. Deux reproches en particulier faits par les évêques expliquent la présence du roi mercien dans la vision. Tout d’abord, Boniface reproche à Æthelbald de ne s’être jamais marié. Boniface précise que cela n’aurait pas posé de problème si le roi avait fait ce choix afin de suivre la voix de Dieu. Cependant, Boniface est désespéré d’apprendre par des ouïes-dire que le roi s’adonne de façon assez libertine à l’adultère. Il s’agit d’un péché assez majeur, surtout qu’il est commis par un roi. Æthelbald étant le souverain de son peuple, il est évident que ce dernier le prenne comme exemple. Boniface est aussi horrifié d’apprendre que la majorité de ces affaires ont eu lieu dans des couvents et avec des nones. Ce dernier considère même que cela double l’offense qu’Æthelbald a commise. Ce péché commis par Æthelbald est donc d’une grande importance. Boniface considère même le péché d’adultère pratiquement pire que tous les autres péchés. Boniface termine sa première réprimande en accusant aussi Æthelbald d’être complice de meurtres. Il explique comment les nones ne peuvent garder les enfants «conçus dans le péché» et se résolvent à les tuer. Un lien peut être fait ici avec les nombreux enfants décédés sans baptêmes aperçus dans la vision. Une autre réprimande adressée à Æthelbald est liée à son attitude face à l’institution de l’Église. Boniface se lamente que le roi a enlevé un bon nombre de privilèges aux églises. Le péché semble peut-être moindre que le précédent, mais il en reste tout de même important aux yeux des évêques. Tout comme avec son premier péché, Æthelbald semble commettre encore une double offense. En effet, les moines habitants sur son territoire sont traités avec une grande violence qui n’a jamais été vue auparavant. Cette lettre envoyée à Æthelbald explique donc sa présence dans la vision.

## Similarités aux visions carolingiennes

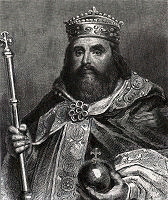
Représentation de Charles le Gros, souverain carolingien, dont la Vision regorge de motifs politiques.

La vision s’apparente un peu à certaines visions célèbres de l’époque carolingienne. Lors de l’époque carolingienne, le message porté par les visions change passablement des visions précédentes. Alors que les premières visions du Moyen Âge établissent les fondements de l’au-delà, les visions carolingiennes s’apparentent parfois à des déclarations politiques. La vision retrouvée dans la lettre 115 peut être comparée aux futures visions carolingiennes et ce même s’il ne s’agit pas d’une vision de cette époque. La vision se retrouve dans un ensemble d’écrits religieux rédigés entre l’époque mérovingienne et carolingienne. Dans la vision, trois personnages royaux sont identifiés et sont réprimandés par des punitions. Il en résulte que la vision semble avoir une connotation corrective, mais pas à l’endroit des moines ou des  pieux, mais plutôt du pouvoir royal. Le roi Æthelbald est condamné pour ses crimes et, bien que son châtiment soit ignoré, il s’agit d’une forme de message pour les futurs rois. Cette vision n’est évidemment pas la première à mentionner des personnages réels par leur nom. Dans la vision de Barontus, de nombreux moines sont énumérés par leur nom. Cependant, il s’agit de membres du corpus religieux et non de la royauté, donc cela est bien différent. L’influence la vision d’après 757 sur les écrivains carolingiens semble intéressante, bien qu'elle peut être disputée. Les personnages mentionnés dans cette vision sont probablement inconnus par les rois carolingiens, le royaume anglo-saxon ne faisant pas partie de l’empire. Cependant, il est possible que la critique à laquelle ces rois font face ait influencé les penseurs carolingiens. Il est important de noter que la vision retrouvée dans la lettre 115 n’a pas été la seule à avoir une influence, si influence il y a eu. La vision du moine de Wenlock, relatée par Boniface, comporte des similarités avec la vision de la lettre 115 et a circulé aussi en Europe.

## Le purgatoire dans la vision

### Une première conception du purgatoire?

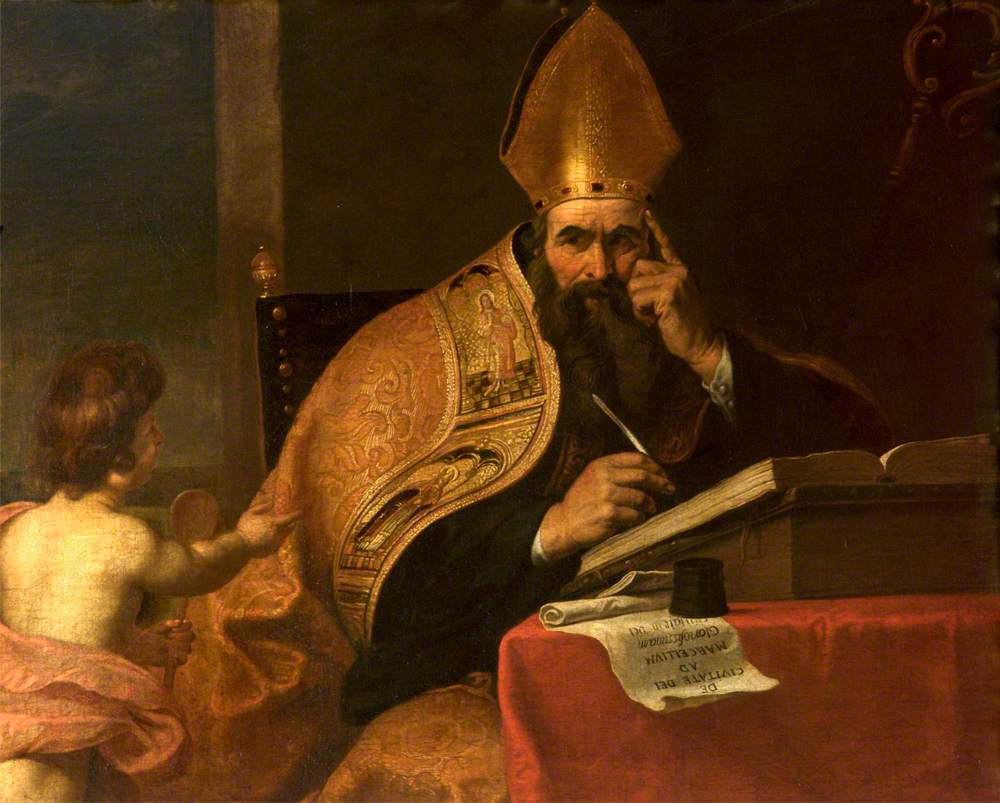
Augustin d'Hippone.

Dans la vision, tous les esprits rencontrés dans les puits infernaux se verraient être éventuellement libérés. Le fait que les défunts soient éventuellement tous pardonnés ressemble à la conception du purgatoire. Le problème est qu’il est difficile de croire que cette vision décrit réellement le purgatoire tel qu’il sera établi plus tard. Selon Claude Carozzi, cette vision serait une sorte d’«infernalisation» de la notion du purgatoire, ou plutôt du feu purgatoire développé par Augustin d'Hippone. Il ne s’agit pas du purgatoire tel que Jacques Le Goff le conçoit car la version latine du texte ne comporte pas les mots ignis purgatorius. Par contre, il en reste que ce qui est décrit par le visionnaire ressemble à un prolongement de ce qui a été défini par Augustin et à ce qui sera plus tard considéré comme le purgatoire. La vision tente de définir ce lieu qui est extrêmement vague et très difficile à circonscrire dans la conception médiévale de l’au-delà.  

### Une extension du feu purgatoire d'Augustin
Le purgatoire décrit par le visionnaire est cependant une image plus précise qu’auparavant. La première mention d’une forme de purgatoire est celle d’un feu expiatoire, énoncé dans la Bible par Paul permettant de sauver celui qui marchera au travers. Cet extrait est très court et loin d’être précis dans la conception de ce feu. C’est Augustin qui observe et analyse ce passage de la bible et en arrive à la conclusion qu’il existe deux types de feux : le feu éternel de l’Enfer ainsi que le feu purgatoire permettant d’expier ses péchés. Cette analyse aide à la compréhension du feu purgatoire, mais sa notion reste tout de même assez vague. Le feu certes permet d’être pardonné, mais sa location dans l’au-delà est plutôt omise par Augustin. Dans son commentaire sur le Psaume XXXVII, Augustin écrit qu’il ne faut pas «mépriser» ce feu, et ce même s’il permet l’absolution d’un grand nombre de péchés. Il explique que les pécheurs devant passer au travers du feu afin d’être pardonnés souffriront comme ils n’ont jamais souffert. Jacques Le Goff avance aussi le fait qu’Augustin a lié l’idée de punition au purgatoire, ce qui sera la base du purgatoire établie au XIe-XIIe siècle. Cette notion de souffrance et de punition est certainement retrouvée dans la vision d’après 757, mais jamais le visionnaire ne fait mention d’un feu purgatoire. La représentation du purgatoire dans la vision d'après 757 semble être une extension de l’idée principale d’Augustin: les âmes sont soumises à d'atroces punitions, mais seraient sauvées d'ici le jugement dernier. La vision comporte donc les éléments typiques du purgatoire, mais n'est tout de même pas discutée dans l'ouvrage de Jacque Le Goff sur le sujet. La vision d'après 757 semble donc être ignoré du «canon officiel» du purgatoire par Le Goff et ce même si elle comporte de nombreux éléments similaires aux visions étudiés par ce dernier.

### Sources
- Augustin (trad. Péronne, Écalle, Vincent, Charpentier et H. Barreau), Œuvres complètes de Saint Augustin, évêque d’Hippone, t. XII, Paris, Librairie de Louis Vivès, 1870, 686 p..
- (en) Boniface (trad. Ephraim Emerton), The Letters of Saint Boniface, New York, Octagon Books, 1973, 204 p..
- « I Corinthiens III : 15 », sur Lire la bible.

### Études
- (en) Alan E. Bernstein, « Named Others and Named Places: Stigmatization in the Early Medieval Afterlife », dans Isabel Moreira et Margaret Toscano, Hell and its Afterlife, Ashgate, Burlington, 2010, p. 53-71..
- (en) Peter Hunter Blair, An Introduction to Anlgo-Saxon England, Londres, Cambridge University Press, 1956, 382 p..
- Claude Carozzi, Le voyage de l'âme dans l'au-delà d'après la littérature latine (Ve – XIIIe siècle), Rome, École Française de Rome, 1994, 720 p. (lire en ligne).
- (en) Paul Edward Dutton, The Politics of Dreaming in the Carolingian Empire, Lincoln, University of Nebraska Press, coll. « Regents studies in medieval culture », 1994, 329 p. (ISBN 0-8032-1653-X, lire en ligne).
- Jacques Le Goff, À La recherche du Moyen Âge, Paris, Louis Audibert, 2003, 173 p..
- Jacques Le Goff, La naissance du Purgatoire, Paris, Galimard, 2014 (1re éd. 1981), 491 p..